# Игнатий III Охридски
Вижте пояснителната страница за други личности с името Игнатий.
Игнатий III Охридски е православен духовник, охридски архиепископ от 1693 до 1695 година и повторно около 1703 година.

## Биография
Известно е, че от 1691 до 1693 година Игнатий е митрополит на Белградската епархия (Бератска) на Охридската архиепископия. Избран е за архиепископ на 13 август 1693 година, а на 9 юли 1695 година е свален от поста. Отново заема охридската катедра през 1703 година. Запазено е негово писмо до патриарх Гавриил III Константинополски от август 1703 година, в което твърди, че Негушко трябва да е част от диоцеза на архиепископията, а не на Берска епархия на Патриаршията. Напуска архиепископската длъжност не по-късно от 1706 година. Въпреки това продължава да участва в живота на църквата, като през февруари 1719 година подкрепя свалянето на архиепископ Филотей. Оттогава е и последното сведение за Игнатий.